# You Can't Kill Me
You Can't Kill Me è il secondo album in studio della cantante statunitense 070 Shake, pubblicato il 3 giugno 2022 dalle etichette discografiche GOOD Music e Def Jam.

## Tracce
1. Web – 2:06
2. Invited – 2:41
3. History – 4:50
4. Medicine – 3:15
5. Skin and Bones – 3:34
6. Blue Velvet – 4:36
7. Cocoon – 3:21
8. Body (feat. Christine and the Queens) – 3:30
9. Wine and Spirits – 3:15
10. Come Back Home – 5:01
11. Vibrations – 3:41
12. Purple Walls – 2:49
13. Stay – 2:42
14. Se fue la luz – 3:25